# Julian Barnes
Julian Patrick Barnes (Leicester; 19 de enero de 1946) es un novelista británico, ganador del Premio Booker 2011 por El sentido de un final.

## Biografía
Tras completar su educación en la Escuela Ciudad de Londres y el Colegio Magdalen, de Oxford, trabajó como lexicógrafo para el Diccionario Inglés de Oxford. Posteriormente, fue editor literario y crítico cinematográfico, al tiempo que escritor.
Sus novelas e historias cortas han sido vistas como ejemplos del posmodernismo literario. El primer libro, Metrolandia, lo publicó en 1980; a este le siguió dos años después Antes de conocernos, pero fue solo con su tercera novela, El loro de Flaubert, que se consolidó como escritor. Con ella fue en 1984 finalista del Premio Booker por primera vez, éxito que repitió en 1998 con Inglaterra, Inglaterra y en 2005 con Arthur & George; ganó por fin el galardón en 2011 por El sentido de un final.
Ha recibido también otras distinciones, tanto británicas como de otros países, entre las que destacan el E.M. Forster de la American Academy of Arts and Letters, el William Shakespeare de la Fundación FvS de Hamburgo, el Prix Femina y la orden francesa Caballero de las Artes y de las Letras.
Sobre su estilo, Rodrigo Pinto decía en 2011 en El Mercurio: "El afilado ingenio de Barnes, su manejo incomparable del diálogo y su audacia formal no han amainado con el tiempo y sus obras todavía son una promesa segura de placer para el lector. Porque ahí radica quizá lo mejor de Barnes: lo pasa muy bien escribiendo y eso se nota".
Barnes es asimismo autor de varias novelas policíacas que ha publicado con el pseudónimo de Dan Kavanagh. El apellido es el de su esposa y agente literaria, Pat Kavanagh, que falleció en 2008 de un tumor cerebral. En los años 1980 ella abandonó por un tiempo a Barnes y mantuvo una relación amorosa con la escritora Jeanette Winterson, quien habría usado esa relación como base de su novela La pasión, publicada en 1987. Barnes se refirió al dolor que le causó y le sigue causando la muerte de su esposa en un texto que forma parte de sus memorias.
Agnóstico —su libro Nada que temer comienza con la frase "No creo en Dios, pero le extraño"—, sufre en general de tanatofobia: piensa diariamente en la muerte, a veces insomne en la noche, presa de pánico; sueña con que es enterrado, que es condenado a ser ejecutado o se imagina bajo el agua en las fauces de un cocodrilo.
Comprometido con los derechos humanos, es patrocinador de las organizaciones Freedom and Torture, que ayuda a las víctimas de la tortura, y Dignity in Dying.
Su hermano es el filósofo e historiador Jonathan Barnes. Hace un retrato indirecto de éste en Nada que temer.
Vive en Londres dedicado por completo a la escritura.

## Premios y reconocimientos
- 1981,  Premio Somerset Maugham.
- 1985, Premio Memorial Geoffrey Faber
- 1986, Premio E. M. Forster de la Academia Estadounidense de las Artes y las Letras.
- 1992, Premio Femina Étranger por Hablando del asunto.
- 1993, Premio Shakespeare (Fundación FvS de Hamburgo).
- 2004, Caballero de las Artes y de las Letras (Francia).
- 2004, Premio Estatal de Austria de Literatura Europea.
- 2008, Premio San Clemente.
- 2011, Finalista del Premio Costa Book con El sentido de un final.
- 2011, Premio Booker por El sentido de un final.
- 2011, Premio David Cohen de Literatura.
- 2012, Europese Literatuurprijs.
- 2021, Premio Jerusalén

## Obras
En negrita figuran las obras publicadas en español.

### Novelas
- Metrolandia (Metroland, 1980), traducción de Enrique Juncosa, publicada por la editorial Anagrama,1989.
- Antes de conocernos (Before She Met Me, 1982), traducción de Agustín Tena y Luz Quintana, publicada por Anagrama, 2006.
- El loro de Flaubert (Flaubert's Parrot, 1984), traducción de Antonio Mauri, publicada por Anagrama, finalista del Premio Booker.
- Mirando al sol (Staring at the Sun, 1986), traducción de Agustín Tena, publicada por Anagrama.
- Una historia del mundo en 10 capítulos y medio (A History of the World in 10½ Chapters, 1989), traducción de Maribel de Juan, publicada por Anagrama.
- Hablando del asunto (Talking It Over, 1991), traducción de Maribel de Juan, publicada por Anagrama.
- El puercoespín (The Porcupine, 1992), traducción de Javier Calzada, publicada por Anagrama.
- Inglaterra, Inglaterra (England, England, 1998), traducción de Jaime Zulaika, publicada por Anagrama, finalista del Premio Booker.
- Amor, etcétera (Love, etc, 2000), traducción de Jaime Zulaika, publicada por Anagrama, continuación de Hablando del asunto (1999)
- Arthur & George (Arthur & George, 2005), traducción de Jaime Zulaika, publicada por Anagrama, finalista del Premio Booker).
- El sentido de un final (The Sense of an Ending, 2011), traducción de Jaime Zulaika, publicada por Anagrama, ganador del Premio Booker).
- El ruido del tiempo (The Noise of Time, 2016), traducción de Jaime Zulaika, publicada por Anagrama.
- La única historia (The Only Story, 2018), traducción de Jaime Zulaika, publicada por Anagrama en 2019.[9]
- Elizabeth Finch (Elizabeth Finch, 2022), traducción de Inga Pellisa, publicada por Anagrama en 2023

#### Novelas policiales publicadas con el nombre de Dan Kavanagh
- Duffy (1980), traducción de Gaizka Ramón, publicada por Ediciones Alfabia (2016).
- Fiddle City (1981)
- Con las botas puestas (Putting the Boot In, 1985), Montesinos Editor.
- Going to the Dogs (1987)

### Relatos
- Al otro lado del Canal (Cross Channel, 1996), traducción de Carmen Francí y Juan Gabriel López Guix, publicada por Anagrama.
- La mesa limón (The Lemon Table, 2004), traducción de Jaime Zulaika, publicada por Anagrama.
- Una breve historia de la peluquería, relato que forma parte de La mesa limón, libro electrónico; traducción de Jaime Zulaika, publicada por Anagrama.
- Pulso (Pulse, 2011), traducción de Mauricio Bach, publicada por Anagrama.

### Otras obras
- Letters from London (1995), periodismo para The New Yorker.
- Something to Declare (2002), ensayos.
- El perfeccionista en la cocina (The Pedant in the Kitchen, 2003), traducción de Jaime Zulaika, publicada por Anagrama, periodismo de cocina.
- Nada que temer (Nothing to Be Frightened Of, 2008), traducción de Jaime Zulaika, publicada por Anagrama, memorias.
- Through the Window (2012), ensayos.
- Niveles de Vida (Levels of Life, 2013) traducción de Jaime Zulaika, publicada por Anagrama (2014), memorias.
- Con los ojos bien abiertos: ensayos sobre arte (Keeping an Eye Open: Essays on Art, 2015) traducción de Cecilia Ceriani, publicada por Anagrama, ensayos.
- El hombre de la bata roja (2021) (The Man in the Red Coat, 2019), biografía de Samuel Jean de Pozzi, cirujano francés y pionero en el campo de la ginecología.